# Heinz Schmidt (Skispringer)
Heinz Schmidt (* 11. Dezember 1948 in Neustadt am Rennsteig) ist ein ehemaliger deutscher Skispringer.

## Werdegang
Schmidt, geboren in Neustadt, wurde im Herbst 1965 von Hans Renner entdeckt. Schmidt, der für den SC Motor Zella-Mehlis startete, gab sein internationales Debüt bei der Vierschanzentournee 1966/67. Bereits beim Auftaktspringen in Oberstdorf landete er auf einem guten 25. Platz. Auch in Innsbruck erreichte er mit Rang 22 einen guten Top-30-Platz. In der Gesamtwertung erreichte er nach allen vier Springen den 26. Platz.
Bei den DDR-Skimeisterschaften 1967 gewann er mit der Mannschaft die Silbermedaille. Bei der folgenden Vierschanzentournee 1967/68 konnte er an das Vorjahr nicht anknüpfen. Trotz Rang zehn in Innsbruck erreichte Schmidt nur den 34. Platz in der Gesamtwertung. Bei den DDR-Skimeisterschaften 1968 konnte er gemeinsam mit Horst Queck, Peter Lesser und Veit Kührt seinen ersten DDR-Meistertitel mit der Mannschaft.
Mit der Vierschanzentournee 1968/69 bestritt Schmidt seine beste Tournee der Karriere. Beim Auftaktspringen auf der Schattenbergschanze in Oberstdorf landete er mit Rang vier nur knapp hinter dem Podium und erreichte damit zudem das beste Einzelresultat bei der Tournee im Verlauf seiner Karriere. Beim Neujahrsspringen in Garmisch-Partenkirchen landete er von der Bergiselschanze auf dem fünften Rang. Nach einem weiteren Top-10-Ergebnis in Innsbruck landete er auf der Paul-Außerleitner-Schanze in Bischofshofen nur auf dem 30. Platz. In der Gesamtwertung erreichte er mit 830,8 Punkten den siebenten Rang.
Bei den DDR-Skimeisterschaften 1969 wiederholte er mit der Mannschaft den Titel. Zudem gewann er von der Großschanze hinter Rainer Schmidt die Silbermedaille. Bei der Vierschanzentournee 1969/70 konnte er nicht ganz an das Vorjahr anknüpfen. Zwar erreichte er mit 860 Punkten seine höchste Punktzahl bei der Tournee, jedoch reichte diese nur zu Rang neun der Gesamtwertung.
Bei der Nordischen Skiweltmeisterschaft 1970 in Štrbské Pleso landete er von der Großschanze mit Sprüngen auf 82,5 und 104 Meter den 24. Platz. Von der Normalschanze trat er nicht an. Bei den DDR-Skimeisterschaften 1970 gewann er noch einmal Gold mit der Mannschaft sowie die Bronzemedaille von der Normalschanze.
Mit der Vierschanzentournee 1971/72 bestritt Schmidt sein letztes großes Turnier. Dabei war jedoch Rang neun beim Auftaktspringen in Innsbruck sein bestes Einzelresultat. In der Gesamtwertung erreichte er nur Rang 22.

## Erfolge

### Vierschanzentournee-Platzierungen
| Saison  | Platz | Punkte |
| ------- | ----- | ------ |
| 1966/67 | 26.   | 738,6  |
| 1967/68 | 34.   | 715,7  |
| 1968/69 | 07.   | 830,8  |
| 1969/70 | 09.   | 860,0  |
| 1971/72 | 22.   | 839,7  |